# Парламентські вибори в Іспанії 2019 (квітень)
Загальні вибори в Іспанії 2019 були проведені 28 квітня 2019 року для обрання 13-их Генеральних кортесів Королівства Іспанія. Усі 350 місць у Конгресі депутатів були предметом цих виборів, також як 208 місць з 266 у Сенаті Іспанії.

## Огляд

### Передумови
Загальні вибори в Іспанії у 2016 році призвели до того, що Народна партія (PP) отримала більше голосів та місць у відношенні до результатів виборів у грудні 2015 року. Раунд переговорів по коаліції протягом усього літа показали підтримку Маріано Рахоя партіями Громадяни — Громадянська партія (C's) та Канарською коаліцією (CC) за його інвеституру, але це все одно було недостатньо, щоб запевнити його у переобранні. Критика лідера Іспанської соціалістичної партії праці (PSOE) Педро Санчеса за його результати виборів і його позицію проти інвеститури Рахоя. Як казали, це було фактором, що сприяв розвитку подій під час політичного глухого кута (формування іспанського уряду у 2016 році). Ситуація досягла точки кипіння після поганих результатів PSOE на баскських і галісійських регіональних виборах 2016 року. У партії PSOE виникла криза, в результаті котрої П. Санчеса було вигнано, а опікунський комітет був призначений бунтівниками під керівництвом Сусани Діаз, які згодом вирішили утриматись від інвеститури М. Рахоя і дозволити PP утворити уряд меншості, що перешкодило проведенню третіх виборів підряд. Заявка С. на лідерство у партії зазнала поразки на 39-м федеральному конгресі PSOE у травні 2017 року, з П. Санчес знову отримав посаду голови в рамках кампанії, спрямованої на критику утримання PSOE в інвеститурі Рахоя.
Водночас тодішній Кабінет Міністрів виявився втягнутим у низку політичних скандалів, які викликали «політичну смерть» колишньої президента автономної спільноти Мадрида Есперанси Агірре - серед обвинувачень у масовій фінансовій корупції, сюжет, поставлений її колишніми протеже, а також звинувачення в перешкодженні правосуддя, судовому втручанню та політичному прикриттю. Це підштовхнуло лівих Unidos Podemos поставити питання вотуму недовіри уряду Маріано Рахоя в червні 2017 року. Хоча це рішення було відхилене через відсутність підтримки з боку інших опозиційних партій, воно виявило парламентську слабкість уряду Рахоя - кількість голосів тих, що утримались, так і тих, що були за нього загалом становила 179, при тому, що лише 170 депутатів були проти його.
Тиск на іспанський уряд посилився після конституційної кризи 2017 року у зв'язку з питанням про незаконний референдум щодо незалежності Каталонії. Конституційний суд Іспанії призупинив початкові дії від Парламенту Каталонії про затвердження двох законопроєктів, які підтримують референдум, і правові рамки для незалежної держави Каталонії. Тим не менш, придушення урядом підготовки референдуму, що включало в себе обшуки поліції, набіги і арешти каталонських урядовців, а також втручання в каталанські фінанси, викликало протести громадськості, звинувативши уряд РР у "антидемократичних і тоталітарних" репресіях. Згодом парламент Каталонії проголосував за незалежність в односторонньому порядку, в результаті чого Сенат Іспанії ввів в дію положення статті 155 Конституції щодо вилучення регіональних органів влади та запровадження прямого правління. Тодішній президент уряду Каталонії Карлес Пучдемон і частина його кабінету втекли до Бельгії після того, як вони були позбавлені посад та були звинувачені у крамолі, повстанні і привласненні. Рахой негайно розпустив парламент Каталонії і назначив каталонські регіональні вибори на 21 грудня 2017 року, але його партія PP втратила перевагу, тоді як Cs капіталізував політичні дивіденди на підтримці анті-незалежності в регіоні.
Масштаби краху PP в Каталонії та успіх C's вплинули на національну політику, коли C's піднявся на перше місце на національному рівні в наступних опитуваннях громадської думки, що ставило під загрозу позицію PP як гегемоністської партії в іспанському спектрі центристів та правих. Масові протести пенсіонерів, які давно вважаються ключовим компонентом виборчої бази PP, що вимагали підвищення пенсій, ще більше підривало позицію PP.
24 травня 2018 року Національний суд встановив, що PP отримала прибуток від незаконної схеми "відшкодування за контрактами" (справа Гюртел), що підтвердило наявність незаконного обліку та фінансування структур, які проходили паралельно з офіційними, у партії з 1989 року. Це довело, що PP створила "справжню та ефективну систему інституційної корупції через маніпулювання центральними, автономними та місцевими державними закупівлями". Ця подія спонукала PSOE подати вотум недовіри уряду Рахоя і C's, та відкликати свою підтримку владі і вимагати негайних дострокових виборів. Абсолютна більшість 180 народних депутатів в Конгресі Депутатів проголосували за відставку Маріано Рахоя 1 червня 2018 року, якого на посту прем'єр-міністра замінив Педро Санчес (PSOE). 5 червня Рахой оголосив, що він йде з політики і повертається на свою посаду реєстратора нерухомості в Санта-Полі, звільнив своє місце в Конгресі депутатів і запустив перевибори голови Народної партії, в яких заступник генерального секретаря з питань комунікацій Пабло Касадо переміг колишнього віце-прем'єр міністра Іспанії Сорайю Саенс де Сантамарію 21 липня 2018 року.
У багатьох випадках Санчес покладався на довіру та підтримку з боку партій Unidos Podemos та Нові Канари (NCa), обговорюючи додаткову підтримку від Республіканської лівиці Каталонії (ERC), Європейської демократичної партії Каталонії (PDeCAT) і Баскійської націоналістичної партії (PNV) для вирішення питань від випадку до випадку. ERC, PDeCAT та альянс En Marea відкликали свою підтримку уряду у лютому 2019 року, не проголосувавши за Загальний державний бюджет Іспанії 2019 рока, а уряд зазнав поразки у голосуванні 191–158, що викликало проведення позачергових виборів 28 квітня 2019 року.

## Результати

### Конгрес Депутатів
| |                                                                 |            |        |        |        |       |
| Партії та коаліції | Партії та коаліції                                              | Голоси     | Голоси | Голоси | Місця  | Місця |
| Партії та коаліції | Партії та коаліції                                              | Кількість  | %      | ±%     | Усього | +/−   |
| | Іспанська соціалістична робітнича партія (PSOE)                 | 7,480,755  | 28.68  | +6.05  | 123    | +38   |
| | Народна партія (Іспанія) (PP)1                                  | 4,356,023  | 16.70  | –15.87 | 66     | –69   |
| | Громадяни — Громадянська партія (Cs)1 3                         | 4,136,600  | 15.86  | +2.68  | 57     | +25   |
| | Unidas Podemos (Unidas Podemos)                                 | 3,732,929  | 14.31  | –5.40  | 42     | –24   |
| | Вокс (Vox)4                                                     | 2,677,173  | 10.26  | +10.06 | 24     | +24   |
| | Республіканська лівиця Каталонії–Сувереністи (ERC–Sobiranistes) | 1,019,558  | 3.91   | +1.28  | 15     | +6    |
| | Junts per Catalunya (JxCat–Junts)5                              | 497,638    | 1.91   | –0.10  | 7      | –1    |
| | Баскійська націоналістична партія (EAJ/PNV)                     | 394,627    | 1.51   | +0.32  | 6      | +1    |
| | Партія захисту тварин (PACMA)                                   | 326,045    | 1.25   | +0.06  | 0      | ±0    |
| | EH Bildu (EH Bildu)                                             | 258,840    | 0.99   | +0.22  | 4      | +2    |
| | Коаліція Компроміс 2019 (Compromís 2019)                        | 172,751    | 0.66   | Нова   | 1      | +1    |
| | Згода національної єдності (CCa–PNC)                            | 137,196    | 0.53   | +0.20  | 2      | +1    |
| | Front Republicà (Front Republicà)                               | 113,008    | 0.43   | Новий  | 0      | ±0    |
| | Navarra Suma (NA+)6                                             | 107,124    | 0.41   | –0.12  | 2      | ±0    |
| | Галісійський Націоналістичний Блок (BNG)                        | 93,810     | 0.36   | +0.17  | 0      | ±0    |
| | Регіоналістська Партія Кантабрії (PRC)                          | 52,197     | 0.20   | Нова   | 1      | +1    |
| Порожні бюлетені | Порожні бюлетені                                                | 199,511    | 0.76   | +0.02  |        |       |
| |                                                                 |            |        |        |        |       |
| Усього | Усього                                                          | 26,085,641 |        |        | 350    | ±0    |
| |                                                                 |            |        |        |        |       |
| Дійсні голоси | Дійсні голоси                                                   | 26,085,641 | 98.96  | –0.11  |        |       |
| Недійсні голоси | Недійсні голоси                                                 | 275,410    | 1.04   | +0.11  |        |       |
| Усього голосів / явка | Усього голосів / явка                                           | 26,361,051 | 75.75  | +9.27  |        |       |
| Утримались |                                                                 |            |        |        |        |       |
| Зареєстровано виборців | Зареєстровано виборців                                          | 36,893,976 |        |        |        |       |
| |                                                                 |            |        |        |        |       |
| Джерело |                                                                 |            |        |        |        |       |
| Примітки: 1 People's Party and Citizens–Party of the Citizenry do not include results in Navarre. 2 Unidas Podemos results are compared to the combined totals of Unidas Podemos and Valencian style in the 2016 election. 3 Citizens–Party of the Citizenry results are compared to the combined totals of Citizens–Party of the Citizenry and Union, Progress and Democracy in the 2016 election. 4 Vox results are compared to the combined totals of Vox and Platform for Catalonia in the 2016 election. 5 Together for Catalonia–Together results are compared to Democratic Convergence of Catalonia totals in the 2016 election. 6 Sum Navarre results are compared to the combined totals of People's Party and Citizens–Party of the Citizenry in Navarre in the 2016 election. 7 Yes to the Future is supported by the Баскійська націоналістична партія in Navarre, but it acts on its own and is an independent alliance. 8 Canaries Now results are compared to Unity of the People totals in the 2016 election. 9 European Solidarity Action Party results are compared to Internationalist Solidarity and Self-Management totals in the 2016 election. |                                                                 |            |        |        |        |       |
| Примітки: |                                                                 |            |        |        |        |       |
| 1 People's Party and Citizens–Party of the Citizenry do not include results in Navarre. 2 Unidas Podemos results are compared to the combined totals of Unidas Podemos and Valencian style in the 2016 election. 3 Citizens–Party of the Citizenry results are compared to the combined totals of Citizens–Party of the Citizenry and Union, Progress and Democracy in the 2016 election. 4 Vox results are compared to the combined totals of Vox and Platform for Catalonia in the 2016 election. 5 Together for Catalonia–Together results are compared to Democratic Convergence of Catalonia totals in the 2016 election. 6 Sum Navarre results are compared to the combined totals of People's Party and Citizens–Party of the Citizenry in Navarre in the 2016 election. 7 Yes to the Future is supported by the Баскійська націоналістична партія in Navarre, but it acts on its own and is an independent alliance. 8 Canaries Now results are compared to Unity of the People totals in the 2016 election. 9 European Solidarity Action Party results are compared to Internationalist Solidarity and Self-Management totals in the 2016 election.           |                                                                 |            |        |        |        |       |

| Голоси           | Голоси           | Голоси | Голоси | Голоси |
| ---------------- | ---------------- | ------ | ------ | ------ |
|                  |                  |        |        |        |
| PSOE             | PSOE             |        | 28.68% | 28.68% |
| PP               | PP               |        | 16.70% | 16.70% |
| Cs               | Cs               |        | 15.85% | 15.85% |
| Unidas Podemos   | Unidas Podemos   |        | 14.31% | 14.31% |
| Vox              | Vox              |        | 10.26% | 10.26% |
| ERC–Sob.         | ERC–Sob.         |        | 3.90%  | 3.90%  |
| JxCat–Junts      | JxCat–Junts      |        | 1.91%  | 1.91%  |
| EAJ/PNV          | EAJ/PNV          |        | 1.52%  | 1.52%  |
| PACMA            | PACMA            |        | 1.25%  | 1.25%  |
| EH Bildu         | EH Bildu         |        | 0.99%  | 0.99%  |
| Compromís 2019   | Compromís 2019   |        | 0.66%  | 0.66%  |
| CCa–PNC          | CCa–PNC          |        | 0.52%  | 0.52%  |
| NA+              | NA+              |        | 0.41%  | 0.41%  |
| PRC              | PRC              |        | 0.20%  | 0.20%  |
| Інші             | Інші             |        | 0.00%  | 0.00%  |
| Порожні бюлетені | Порожні бюлетені |        | 0.00%  | 0.00%  |

| Місця          | Місця          | Місця | Місця  | Місця  |
| -------------- | -------------- | ----- | ------ | ------ |
|                |                |       |        |        |
| PSOE           | PSOE           |       | 35.14% | 35.14% |
| PP             | PP             |       | 18.86% | 18.86% |
| Cs             | Cs             |       | 16.29% | 16.29% |
| Unidas Podemos | Unidas Podemos |       | 12.00% | 12.00% |
| Vox            | Vox            |       | 6.86%  | 6.86%  |
| ERC–Sob.       | ERC–Sob.       |       | 4.29%  | 4.29%  |
| JxCat–Junts    | JxCat–Junts    |       | 2.00%  | 2.00%  |
| EAJ/PNV        | EAJ/PNV        |       | 1.71%  | 1.71%  |
| EH Bildu       | EH Bildu       |       | 1.14%  | 1.14%  |
| CCa–PNC        | CCa–PNC        |       | 0.57%  | 0.57%  |
| NA+            | NA+            |       | 0.57%  | 0.57%  |
| Compromís 2019 | Compromís 2019 |       | 0.29%  | 0.29%  |
| PRC            | PRC            |       | 0.29%  | 0.29%  |

### Сенат
| |                                                                 |               |               |                    |        |
| Партії та коаліції | Партії та коаліції                                              | Прямо обраних | Прямо обраних | Обрано в асамблеях | Усього |
| Партії та коаліції | Партії та коаліції                                              | Місця         | +/−           | Обрано в асамблеях | Усього |
| | Іспанська соціалістична робітнича партія (PSOE)                 | 121           | +79           | 18                 | 139    |
| | Народна партія (PP)                                             | 56            | –71           | 19                 | 75     |
| | Unidas Podemos (Unidas Podemos)                                 | 0             | –11           | 6                  | 6      |
| | Республіканська лівиця Каталонії–Сувереністи (ERC–Sobiranistes) | 11            | +1            | 1                  | 12     |
| | Громадяни — Громадянська партія (Cs)                            | 4             | +4            | 6                  | 10     |
| | Junts per Catalunya (JxCat–Junts)1                              | 2             | ±0            | 2                  | 4      |
| | Коаліція Компроміс 2019 (Compromís)                             | 0             | ±0            | 1                  | 1      |
| | Баскійська націоналістична партія (EAJ/PNV)                     | 9             | +4            | 1                  | 10     |
| | Navarra Suma (NA+)                                              | 3             | +2            | 0                  | 3      |
| | EH Bildu (EH Bildu)                                             | 1             | +1            | 1                  | 2      |
| | Соціалістична група Гомера (ASG)                                | 1             | ±0            | 0                  | 1      |
| | Вокс (Vox)                                                      | 0             | ±0            | 1                  | 1      |
| | Згода національної єдності (CCa–PNC)                            | 0             | –1            | 1                  | 1      |
| | Нові Канари (NCa)                                               | 0             | –1            | 0                  | 0      |
| | Арагонська партія (PAR)                                         | 0             | –2            | 0                  | 0      |
| |                                                                 |               |               |                    |        |
| Усього | Усього                                                          | 208           | ±0            | 57                 | 265    |
| |                                                                 |               |               |                    |        |
| Джерело |                                                                 |               |               |                    |        |
| Примітки: 1 Together for Catalonia–Together results are compared to Democratic Convergence of Catalonia totals in the 2016 election. |                                                                 |               |               |                    |        |
| Примітки: |                                                                 |               |               |                    |        |
| 1 Together for Catalonia–Together results are compared to Democratic Convergence of Catalonia totals in the 2016 election.           |                                                                 |               |               |                    |        |

| Місця          | Місця          | Місця | Місця  | Місця  |
| -------------- | -------------- | ----- | ------ | ------ |
|                |                |       |        |        |
| PSOE           | PSOE           |       | 52.45% | 52.45% |
| PP             | PP             |       | 28.30% | 28.30% |
| ERC–Sob.       | ERC–Sob.       |       | 4.53%  | 4.53%  |
| Cs             | Cs             |       | 3.77%  | 3.77%  |
| EAJ/PNV        | EAJ/PNV        |       | 3.77%  | 3.77%  |
| Unidas Podemos | Unidas Podemos |       | 2.26%  | 2.26%  |
| JxCat–Junts    | JxCat–Junts    |       | 1.51%  | 1.51%  |
| NA+            | NA+            |       | 1.13%  | 1.13%  |
| EH Bildu       | EH Bildu       |       | 0.75%  | 0.75%  |
| Вокс           | Вокс           |       | 0.38%  | 0.38%  |
| Compromís      | Compromís      |       | 0.38%  | 0.38%  |
| CCa–PNC        | CCa–PNC        |       | 0.38%  | 0.38%  |
| ASG            | ASG            |       | 0.38%  | 0.38%  |

## Нотатки
1. ↑  Дані для PP на виборах 2016 року, не включаючи результати у Наваррі.
2. ↑  Дані для C's на виборах 2016 року. Не включаючи результати у Наваррі.
3. ↑  Зараз затриманий в Сото дель Реал (Мадрид).